# Муча
Му̀ча (на италиански: Muccia, на местен диалект la Mùccia, ла Муча) е село и община в Централна Италия, провинция Мачерата, регион Марке. Разположено е на 454 m надморска височина. Населението на общината е 930 души (към 2010 г.).